# Irish Ice Hockey Association
La Irish Ice Hockey Association (IIHA) è un'organizzazione fondata nel 1996 per governare la pratica dell'hockey su ghiaccio e dell'hockey in-line in Irlanda.
L'affiliazione alla International Ice Hockey Federation è avvenuta il 26 settembre dello stesso anno di fondazione. Svolge attività internazionale con nazionali senior e juniores maschile e con una rappresentativa nazionale femminile.
Dal 2007 organizza inoltre un campionato, chiamato Irish Ice Hockey League.